# Онишковский сельский совет (Оржицкий район)
Онишковский сельский совет (укр. Онішківська сільська рада) — входит в состав
Оржицкого района
Полтавской области
Украины.
Административный центр сельского совета находится в 
с. Онишки.

## Населённые пункты совета
- с. Онишки